# Bryantiella
Bryantiella là một chi thực vật có hoa trong họ Polemoniaceae.

## Loài
Chi Bryantiella gồm các loài: